# In dubio pro reo
Der Grundsatz In dubio pro reo (lat. „Im Zweifel für den Angeklagten“), kurz Zweifelssatz, ist ein schlagwortartiger Ausdruck dafür, dass im Strafprozess ein Angeklagter nicht verurteilt werden darf, wenn dem Gericht Zweifel an seiner Schuld verbleiben.
Der Grundsatz ist im deutschen Recht gesetzlich nicht normiert, wird aber abgeleitet aus Art. 103 Absatz 2 GG, Art. 6 Absatz 2 EMRK sowie aus § 261 StPO. Der Grundsatz hat den Status eines grundrechtsgleichen Rechts im Sinne des Art. 94 Abs. 1 Nr. 4a GG. In Österreich hingegen ist das durch Art. 6 Absatz 2 EMRK im Verfassungsrang stehende Prinzip auch direkt in § 259 Absatz 3 StPO umgesetzt.

## Geschichte
Das in dem Satz angesprochene Prinzip war schon Bestandteil der auf Aristoteles zurückgehenden griechischen Rechtsauffassung und prägte das römische Recht. Die prägnante, sprichwörtlich gewordene Formulierung fand aber erst der Mailänder Rechtsgelehrte Egidio Bossi (1487–1546) und verwendete sie in seinen Abhandlungen. Im deutschen Rechtsraum ist die heute gebräuchliche Wendung 1631 bei Friedrich Spee von Langenfeld belegt und in der Cautio Criminalis, einer umfangreichen Schrift gegen die Praxis der zu der Zeit überhandnehmenden Hexenverfolgungen, aufgegriffen und vertieft.

## Anwendung im deutschen Recht
Der Grundsatz „Im Zweifel für den Angeklagten“ ist keine Beweisregel, sondern eine Entscheidungsregel. Er bezieht sich auf die rechtliche Behandlung von nicht auflösbaren Zweifeln am Vorliegen der tatsächlichen Voraussetzungen von Tatbestandsmerkmalen. Der Satz sagt dem Gericht nicht, wann es Zweifel haben muss, sondern nur, wie es zu entscheiden hat, wenn es Zweifel hat. Das Gericht muss von mehreren möglichen Schlussfolgerungen aus der Beweisaufnahme nicht die dem Angeklagten günstigste wählen (sofern sich hierzu keine konkreten Anhaltspunkte ergeben), da der sogenannte Grundsatz der freien Beweiswürdigung (§ 261 StPO) gilt, was bedeutet, dass das Gericht jedem einzelnen Beweis frei eine Bedeutung zumessen darf. Wenn das Gericht von einer dem Angeklagten ungünstigeren Schlussfolgerung überzeugt ist, darf und muss es vielmehr diese der Urteilsfindung zu Grunde legen. Der Grundsatz „Im Zweifel für den Angeklagten“ wird nicht bei der Beweiswürdigung angewendet, sondern erst dann, wenn nach abgeschlossener Beweiswürdigung noch Zweifel verbleiben.
Bevor das Gericht einen Angeklagten nach dem Grundsatz „Im Zweifel für den Angeklagten“ freispricht, muss es von Amts wegen den Sachverhalt aufklären und, auch ohne Beweisanträge, alle in Betracht kommenden Beweismittel ausschöpfen (Grundsatz der Amtsermittlung, § 244 Absatz 2 StPO). In der Revision führt die Verletzung des Zweifelssatzes bereits auf die Sachrüge hin zur Urteilsaufhebung. Eine Verfahrensrüge ist nicht erforderlich, da der Zweifelssatz dem materiellen Recht zugeordnet wird.
Der Grundsatz „Im Zweifel für den Angeklagten“ ist nur dann verletzt, wenn sich aus dem Urteil selbst ergibt, dass das Gericht Zweifel an der Schuld des Angeklagten hatte. Dies ist etwa dann der Fall, wenn bei zwei Angeklagten, die eine Tat gemeinsam begangen haben, bei denen aber nicht festzustellen ist, wessen Idee die Tat war, im Urteil ausgeführt wird: „Da das Gericht nicht klären konnte, wessen Idee die Tat war, geht es davon aus, dass die Angeklagten die Idee gemeinsam hatten“ (der Zweifelssatz gebietet, zu Gunsten eines jeden der beiden Angeklagten jeweils davon auszugehen, dass er nicht die Idee hatte), oder wenn das Gericht dem Urteil Schätzungen statt konkreter Feststellungen zu Grunde legt.

## Grenzen
Die uneingeschränkte Geltung des Zweifelssatzes brächte jedoch auch Probleme mit sich. Ist sicher, dass der Täter entweder Tatbestand A oder Tatbestand B verwirklicht hat; kann jedoch nicht sicher festgestellt werden, welchen von beiden, wäre der Täter nach dem Zweifelssatz freizusprechen. Dies wird jedoch durch die Wahlfeststellung verhindert.
Der Zweifelssatz findet nach dem Grundsatz „iura novit curia“ keine Anwendung auf Rechtsfragen. Ob und inwieweit er auf Prozessvoraussetzungen anzuwenden ist, ist umstritten: Während die Literatur überwiegend annimmt, die Tat sei dem Täter auch in formaler Hinsicht nachzuweisen, weswegen der Zweifelssatz angewendet werden müsse, stellt der Bundesgerichtshof zumindest noch darauf ab, dass zwischen den einzelnen Prozessvoraussetzungen differenziert werden müsse.
Darüber hinaus wird der Zweifelssatz vom StGB selbst durchbrochen; so beispielsweise in § 186 StGB. Danach entfällt die Strafbarkeit nur, wenn die "Tatsache erweislich wahr ist". Mithin gehen Zweifel hinsichtlich der Wahrheit zulasten des Täters.

## Kritik
Die materiell-rechtliche Lehre vom Satz in dubio pro reo verweist darauf, dass sein Inhalt schon in den materiellrechtlichen Normen des Rechts, insbesondere des Strafrechts, geregelt sei. Verfassungsrechtlich gelte generell das Prinzip des Gesetzesvorbehaltes und für das Strafrecht zudem ausdrücklich der Verfassungssatz Keine Strafe ohne Gesetz, Art. 103 Absatz 2 GG. So betont Gunther Arzt in seinen „Ketzerischen Bemerkungen zum Prinzip in dubio pro reo“: „Mörder ist“ (nur) „wem bewiesen werden wird, dass er einen Menschen getötet hat…“.
Arzt fügt an, dass das eigentliche Problem des richtigen Verständnisses dieses Satzes in der Verselbständigung zu einer Art von Verfassungsprinzip bestehe: „Je mehr das Verfassungsrecht die Interpretation übernimmt, desto mehr wird das Prinzip isoliert und desto schwächer muss das Bewusstsein für die Relativierungen von in dubio pro reo mit und Abhängigkeit von anderen Gestaltungsprinzipien des strafrechtlichen Systems werden.“
Axel Montenbruck spricht von einer zwar plakativ sinnvollen, aber rechtlich banalen, und einer vor allem sozialpsychologisch eingesetzten „Zauberformel“. Strafgerichte und andere Entscheidungsträger nützten den Satz in dubio pro reo vor allem, um bei offenkundig fortbestehendem Tatverdacht den Freispruch gegenüber der Öffentlichkeit und der Opferseite zu begründen. Der Beschuldigte werde damit häufig unnötigerweise stigmatisiert. Der Verfassungssatz „keine Strafe ohne Gesetz“ reiche im Strafrecht aus.
Der Grundsatz in dubio pro reo wird auch von Kyriakos N. Kotsoglou kritisch betrachtet. Dessen Auffassung nach, stellt der Freispruch des Angeklagten nicht den Gunstbeweis eines gnädigen Richters dar. Ganz im Gegenteil handele es sich dabei um das Urteil, das den default-Status (Unschuld, Art. 6 Absatz 2 EMRK) des Angeklagten immer dann aufrechterhält, wenn der Tatrichter von seiner Schuld nicht hinreichend (Beweis jenseits vernünftiger Zweifel, § 244 Absatz 2 i. V. m. § 261 StPO) überzeugt ist. Um dies zu zeigen, unternimmt der Autor, die Selbstverständlichkeit des Satzes „in dubio pro reo“ in Frage zu stellen und ihn auf seine Geltungsbedingungen und logische Konsistenz hin zu prüfen. Durch Verweis auf die ständige, höchstrichterliche Rechtsprechung des BGH und die prozessuale Formel „Beweis jenseits vernünftiger Zweifel“ zeigt Kotsoglou, dass sich aus einem angeblich rechtsstaatlich unverbrüchlichen Grundpostulat der Rechtsanwendung ein widerspruchsvoller Satz entpuppt, der u. a. nicht zu erklären vermag, welche bzw. was für Zweifel in Betracht kommen dürfen. Daran anschließend wird die Unschuldsvermutung unter die Lupe genommen. Nach Kotsoglou geht die Unschuldsvermutung weit über ein Verbot der Desavouierung des Strafverfahrens, nämlich eine Art savoir-juger, hinaus. Zunächst wird gezeigt, dass der Normtext nur auf den ersten Blick eine Temporalangabe enthält (bis zum). Denn es wäre trivial zu erwähnen, „dass das Strafverfahren sowie das abschließende Strafurteil als ein sich im Zeitablauf vollziehender Prozess aufzufassen sind. Entscheidungen oder gar ein Strafverfahren erstrecken sich zweifellos in Zeit“. Deswegen schlägt Kotsoglou eine Modifikation vor und zwar die Temporalangabe „bis zum“ durch „es sei denn“ zu ersetzen:
„Der Angeklagte ist als unschuldig zu behandeln, es sei denn der Nachweis der Schuld wird gesetzlich erbracht“.
Durch Modifikation des Wortlautes der Unschuldsvermutung wird deren anfechtbare Struktur beleuchtet. Ausgerechnet dieser default-Struktur (tue A, es sei denn B) entnimmt Kotsoglou den normativen Inhalt der Unschuldsvermutung. Der Tatrichter muss den Angeklagten als unschuldig behandeln und ihn freisprechen, es sei denn er ist von dessen Schuld hinreichend überzeugt. Erst dann wird er dazu ermächtigt (Art. 103 Absatz 2 GG, § 244 Absatz 2 u. § 261 StPO, Art. 6 Absatz 2 EMRK), den Angeklagten zu verurteilen. Die Frage, was der Richter tun soll, falls er von der Schuld des Angeklagten nicht überzeugt ist, wird als bedeutungslos verworfen. Ihr kommt keine Funktion in dem Sprachspiel des Strafverfahrens zu.

## Beispiel
Ein Beispiel für die Anwendung des Grundsatzes in dubio pro reo ist der Pistazieneisfall. Die Indizien für eine Täterschaft der Angeklagten waren dort so wenig tragfähig, dass der Bundesgerichtshof dort zu einem Freispruch der Angeklagten kam.